# محمية الصحراء البيضاء

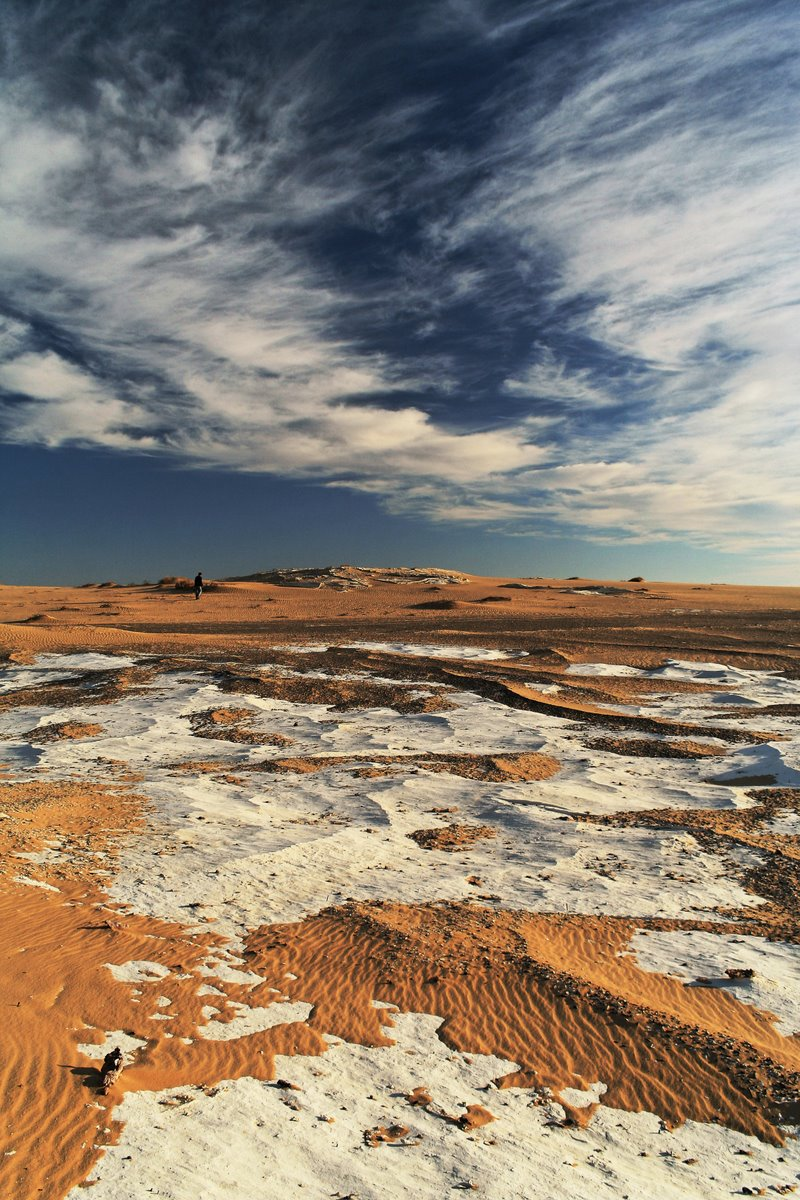
الصحراء البيضاء

محمية الصحراء البيضاء تقع في مصر على بعد 45 كيلومترا (30 ميلا) إلى الشمال من واحة الفرافرة بمحافظة الوادي الجديد على مسافة حوالي 500 كيلومترا من القاهرة ولقد تم إعلانها محمية طبيعية في عام 2002 وتبلغ مساحتها الإجمالية 3010 كيلو متر مربع، سميت بالصحراء البيضاء لأنها تملك اللون الأبيض الذي يغطي معظم أرجائها، وتبلغ مساحتها الإجمالية 3010 كيلو متر مربع. الصحراء البيضاء هي محمية صحاري ومناظر طبيعية، حيث إنها تمثل نموذجاً لظاهرة الكارست كاما تعتبر متحفاً مفتوحاً لدراسة البيئة الصحراوية والظواهر الجغرافية والحفريات والحياة البرية، واحتوائها على آثار لعصور ما قبل التاريخ. وتتميز المحمية بجمال مناظر الكثبان الرملية والتكوينات الجيولوجية لصخور الأحجار الجيرية والطباشيرية ناصعة البياض وما تحتويه من حفريات.

## وصلات خارجية
- بالصور «المصري اليوم» ترصد أوجاع الصحراء البيضاء ، المصري اليوم في 2 يوليو 2014
- كنوز الصحراء البيضاء تدخل الخريطة السياحية، الهيئة العامة للاستعلامات المصرية، 2006.